# 원평로 (김제시)
원평로(Wonpyeong-ro)는 전북특별자치도 김제시 금산면 용호삼거리에서 김제시 금산면 낙수교차로를 잇는 도로이다

## 주요 경유지
전북특별자치도
- 김제시 (금산면)

## 노선
| 이름        | 접속 노선                           | 소재지 | 소재지 | 비고                 |
| ----------- | ----------------------------------- | ------ | ------ | -------------------- |
| 용호삼거리  | 금평로                              | 김제시 | 금산면 |                      |
| 원평교      |                                     | 김제시 | 금산면 |                      |
| 성암교      |                                     | 김제시 | 금산면 | 지방도 제712호선구간 |
| 성암삼거리  | 금산사로                            | 김제시 | 금산면 | 지방도 제712호선구간 |
| 낙수 교차로 | 국도 제1호선 (선비로) 봉남로 구성길 | 김제시 | 금산면 | 지방도 제712호선구간 |

## 주요 시설및 건물
- 원평버스터미널 (원평로 25/원평리 181)
- 농협 (원평로 48/원평리 170-1)
- 금산파출소 (원평로 85/원평리 21-6)
- 김제교육문화회관 금산분관 (원평로 97/성계리 683-5)
- 원평초등학교 (원평로 101/성계리 680-2)
- SK에너지 금산사주유소 (원평로 152/성계리 439-9)